# Parodia erinacea
Parodia erinacea är en kaktusväxtart som först beskrevs av Adrian Hardy Haworth, och fick sitt nu gällande namn av Nigel Paul Taylor. Parodia erinacea ingår i släktet Parodia och familjen kaktusväxter. Inga underarter finns listade i Catalogue of Life.